# Glycera rutilans
Glycera rutilans är en ringmaskart som beskrevs av Grube in McIntosh 1885. Glycera rutilans ingår i släktet Glycera och familjen Glyceridae. Inga underarter finns listade i Catalogue of Life.